# Frozen Charlotte
Frozen Charlotte (Charlotte helada) es el nombre por el que se conoce a una muñeca china específica fabricada desde aproximadamente 1850 hasta 1920. Popular durante la época victoriana, el nombre de esta muñeca proviene de una balada folk norteamericana basada en el poema A Corpse Going to a Ball, obra de Seba Smith, el cual relata la historia de una joven llamada Charlotte que se negó a llevar puesto un abrigo durante un paseo en trineo porque no quería que su bonito vestido quedase oculto, lo que provocó que la pequeña muriese congelada durante el trayecto.
Las muñecas Frozen Charlotte fueron altamente populares desde finales del siglo XIX hasta comienzos del siglo XX en Estados Unidos, siendo la mayor parte fabricadas en Alemania.

## Descripción
Las Frozen Charlotte representan a una niña de pie, desnuda y formando una sola pieza, sin articulaciones, por lo que a menudo son descritas como «pillar dolls» («muñecas pilar») o «solid chinas» («porcelanas macizas»). También se las conoce como «bathing babies» («bebés de baño») debido a que fueron originalmente creadas para la distracción infantil durante el baño. Los tamaños de estas muñecas varían desde menos de 2,5 hasta más de 45 cm, con las muñecas más pequeñas siendo empleadas en ocasiones como sorpresa dentro de los púdines de Navidad y las de menores dimensiones como adorno en casas de muñecas. Estas versiones eran popularmente conocidas como «penny dolls» («muñecas centavo») debido a que costaban un centavo. En ocasiones algunos modelos poseían la parte frontal de porcelana esmaltada y la posterior sin esmaltar, lo que les permitía flotar boca arriba. Así mismo, estas muñecas eran también elaboradas en biscuit y podían ser de color blanco, rosa o, muy poco común, de color negro, con algunos ejemplares luciendo camisas modeladas sobre el cuerpo. Por su parte, las versiones masculinas (identificadas por su peinado infantil) son conocidas como Frozen Charlie (Charlie helado).